# Atletica leggera ai Giochi della XVII Olimpiade - 200 metri piani femminili

Video della Finale (immagini in B/N; commento in italiano)

La competizione dei 200 metri piani femminili di atletica leggera ai Giochi della XVII Olimpiade si è disputata nei giorni 3 e 5 settembre  1960 allo Stadio Olimpico di Roma

## L'eccellenza mondiale
| Campionessa olimpica 1956 | 23"4      | Betty Cuthbert | Presente |
| Campionessa europea 1958  | 24"1      | B. Janiszewska | Presente |
| Primatista mondiale       | 22"9 1960 | Wilma Rudolph  | Presente |
| Vincitrice dei Trials USA | 23"9      | Wilma Rudolph  | Presente |

## Risultati
| 6 Batterie   | 3 settembre | 29 partenti   | Si qualificano le prime 2 + i due migliori tempi. |
| 2 Semifinali | 5 settembre | 7 + 7         | Si qualificano le prime 3.                        |
| Finale       | 5 settembre | 6 concorrenti |                                                   |

La campionessa olimpica Betty Cuthbert non si presenta dopo la controprestazione sui 100 metri, dove è stata eliminata al secondo turno. 

Wilma Rudolph (che alle selezioni americane si è impadronita con 22"9 del record del mondo) vince la sua batteria in 23"2, nuovo primato olimpico; ripete la prestazione nei Quarti.

Il giorno di semifinali e finale la pista è bagnata dalla pioggia, per cui nessuno migliora i propri tempi. 

In finale la Rudolph, nonostante le sia stata assegnata la prima corsia, vince con facilità.

Giunge quinta la campionessa europea Janiszewska (24"8), che precede Giuseppina Leone (24"9).

### Batterie
| Pos. | Atleta           | Nazione     | Tempo Ufficiale | Tempo Ufficioso |
| ---- | ---------------- | ----------- | --------------- | --------------- |
| 1    | Giuseppina Leone | Italia      | 23"7            | 23"90           |
| 2    | Lucinda Williams | Stati Uniti | 24"0            | 24"10           |
| 3    | Hannelore Raepke | Germania    | 24"2            | 24"32           |
| 4    | Patricia Duggan  | Australia   | 24"7            | 24"80           |

| Pos. | Atleta                | Nazione       | Tempo Ufficiale | Tempo Ufficioso |
| ---- | --------------------- | ------------- | --------------- | --------------- |
| 1    | Gisela Köhler         | Germania      | 24"2            | 24"32           |
| 2    | Catherine Capdevielle | Francia       | 24"3            | 24"46           |
| 3    | Ulla-Britt Wieslander | Svezia        | 24"6            | 24"82           |
| 4    | Jean Hiscock          | Gran Bretagna | 24"7            | 24"85           |
| 5    | Ilana Karaszyk        | Israele       | 26"5            | 26"69           |

| Pos. | Atleta            | Nazione          | Tempo Ufficiale | Tempo Ufficioso |
| ---- | ----------------- | ---------------- | --------------- | --------------- |
| 1    | Jutta Heine       | Germania         | 23"9            | 24"04           |
| 2    | Norma Croker      | Australia        | 24"2            | 24"35           |
| 3    | Alena Stolzová    | Cecoslovacchia   | 24"7            | 24"85           |
| 4    | Ljudmila Ignatëva | Unione Sovietica | 24"7            | 24"90           |
| 5    | Valerie Morgana   | Nuova Zelanda    | 25"2            | 25"39           |

| Pos. | Atleta              | Nazione          | Tempo Ufficiale | Tempo Ufficioso |
| ---- | ------------------- | ---------------- | --------------- | --------------- |
| 1    | Barbara Janiszewska | Polonia          | 23"9            | 24"08           |
| 2    | Marija Itkina       | Unione Sovietica | 24"0            | 24"20           |
| 3    | Antónia Munkácsi    | Ungheria         | 24"4            | 24"53           |
| 4    | Mona Sulaiman       | Filippine        | 25"8            | 25"98           |

| Pos. | Atleta             | Nazione       | Tempo Ufficiale | Tempo Ufficioso |
| ---- | ------------------ | ------------- | --------------- | --------------- |
| 1    | Dorothy Hyman      | Gran Bretagna | 23"7            | 23"82           |
| 2    | Celina Jesionowska | Polonia       | 24"3            | 24"45           |
| 3    | Eleanor Haslam     | Canada        | 24"5            | 24"63           |
| 4    | Ernestine Pollards | Stati Uniti   | 24"5            | 24"64           |
| 5    | Olga Šikovec       | Jugoslavia    | 24"8            | 24"95           |

| Pos. | Atleta              | Nazione          | Tempo Ufficiale | Tempo Ufficioso |
| ---- | ------------------- | ---------------- | --------------- | --------------- |
| 1    | Wilma Rudolph       | Stati Uniti      | 23"2            | 23"30           |
| 2    | Valentina Maslovska | Unione Sovietica | 24"0            | 24"12           |
| 3    | Jennifer Ann Smart  | Gran Bretagna    | 24"0            | 24"12           |
| 4    | Halina Górecka      | Polonia          | 24"2            | 24"31           |
| 5    | Maeve Kyle          | Irlanda          | 24"9            | 25"06           |
| 6    | Erzsébet Bartos     | Ungheria         | 25"4            | 25"50           |

### Semifinali
| Pos. | Atleta                | Nazione          | Tempo Ufficiale | Tempo Ufficioso |
| ---- | --------------------- | ---------------- | --------------- | --------------- |
| 1    | Wilma Rudolph         | Stati Uniti      | 23"7            | 23"79           |
| 2    | Jutta Heine           | Germania         | 24"0            | 24"15           |
| 3    | Barbara Janiszewska   | Polonia          | 24"2            | 24"36           |
| 4    | Norma Croker          | Australia        | 24"3            | 24"44           |
| 5    | Jennifer Ann Smart    | Gran Bretagna    | 24"6            | 24"74           |
| 6    | Valentina Maslovska   | Unione Sovietica | 24"6            | 24"77           |
| 7    | Catherine Capdevielle | Francia          | 24"9            | 25"04           |

| Pos. | Atleta             | Nazione          | Tempo Ufficiale | Tempo Ufficioso |
| ---- | ------------------ | ---------------- | --------------- | --------------- |
| 1    | Giuseppina Leone   | Italia           | 24"5            | 24"69           |
| 2    | Dorothy Hyman      | Gran Bretagna    | 24"6            | 24"78           |
| 3    | Marija Itkina      | Unione Sovietica | 24"6            | 24"81           |
| 4    | Gisela Köhler      | Germania         | 24"9            | 25"05           |
| 5    | Lucinda Williams   | Stati Uniti      | 25"0            | 25"14           |
| 6    | Celina Jesionowska | Polonia          | 25"3            | 25"45           |
| -    | Halina Górecka     | Polonia          | NP              | NP              |

### Finale
| Pos.    | Corsia | Atleta              | Età | Nazione          | Tempo Ufficiale | Tempo Ufficioso |
| ------- | ------ | ------------------- | --- | ---------------- | --------------- | --------------- |
| Oro     | 1      | Wilma Rudolph       | 20  | Stati Uniti      | 24"0            | 24"13           |
| Argento | 5      | Jutta Heine         | 19  | Germania         | 24"4            | 24"58           |
| Bronzo  | 4      | Dorothy Hyman       | 19  | Gran Bretagna    | 24"7            | 24"82           |
| 4       | 3      | Marija Itkina       | 28  | Unione Sovietica | 24"7            | 24"85           |
| 5       | 6      | Barbara Janiszewska | 23  | Polonia          | 24"8            | 24"96           |
| 6       | 2      | Giuseppina Leone    | 25  | Italia           | 24"9            | 25"01           |